# Peter Beardsley
Peter Andrew Beardsley, MBE, född 18 januari 1961 i Hexham, Northumberland, är en engelsk tidigare fotbollsspelare på 1980- och 90-talen som gjorde 59 landskamper för England.
Efter några mindre lyckade år i inledningen på karriären fick Beardsley sitt genombrott när han flyttade tillbaka till sin hemstad Newcastle 1984. Han stannade ytterligare fyra säsonger i Newcastle United FC och bildade radarpar med Gary Lineker i VM i Mexico 1986.
1987 betalade Liverpool FC rekordsumman 1,1 miljoner pund för att få Beardsley till Anfield. Redan första säsongen vann han ligan med laget. Han var även med om att vinna FA-cupen 1989 och ligan igen 1990.
När Graeme Souness tog över som manager 1991 petades Beardsley trots att han fortfarande spelade i landslaget och hade varit med i EM-88 och VM-90. Han valde då att gå över till lokalkonkurrenten Everton FC, vilket normalt var otänkbart men Liverpoolfansen accepterade övergången eftersom de ansåg att han behandlats illa av klubben.
Han hade två bra säsonger, dock utan några troféer, i Everton innan han återvände till Newcastle 1993. Där hade han fyra mycket bra år och han var kapten i det lag som var mycket nära att vinna Premier League 1996.
Han lämnade Newcastle 1997 och spelade i flera klubbar innan han slutade 1999. Han arbetar numera som tränare på Newcastle Uniteds ungdomsakademi.

## Klubbar
| År        | Klubb                    | Matcher* | Mål |
| 1979-82   | Carlisle United FC       | 104      | 22  |
| 1982      | Vancouver Whitecaps      | ??       | ??  |
| 1982-1983 | Manchester United FC     | 0        | 0   |
| 1983      | Vancouver Whitecaps      | ??       | ??  |
| 1984-1987 | Newcastle United FC      | 147      | 61  |
| 1987-1991 | Liverpool FC             | 131      | 46  |
| 1991-1993 | Everton FC               | 81       | 25  |
| 1993-1997 | Newcastle United FC      | 129      | 46  |
| 1997-1998 | Bolton Wanderers FC      | 17       | 2   |
| 1998      | Manchester City FC (lån) | 6        | 0   |
| 1998      | Fulham FC                | 21       | 4   |
| 1998      | Hartlepool United FC     | 22       | 2   |
| 1999      | Melborne Knights         | 2        | 0   |
| 1979-1999 | Totalt**                 | 659      | 210 |

* Endast ligamatcher.
**Endast engelska ligamatcher.